# Nicolaes Warin
Nicolaes Warin, heer van Schonauwen (Amsterdam, 21 augustus 1744 - Gorinchem, 11 oktober 1815) was Nederlandse bestuurder.

## Familie
Warin, lid van de familie Warin, was een zoon van mr. Antoine Warin en Johanna Maria van der Waeyen.
Hij trouwde met Susanna Sophia Dedel en na haar overlijden met Constantia Jacoba Ortt. Uit het eerste huwelijk werd onder anderen jhr. mr. Antoine Warin geboren.
Warin werd bij Koninklijk Besluit van 16 september 1815 verheven in de Nederlandse adel met het predicaat jonkheer. Hij woonde in Amsterdam op Herengracht 611, in het Trippenhuis, op de Reguliersgracht en de Oude Turfmarkt.

## Loopbaan
Warin studeerde Romeins en hedendaags recht aan de Leidse Hogeschool en promoveerde in 1769 op de dissertatie De amore erga patriam. Vanaf 1770 was hij commissaris, drossaart en kastelein van Muiden. Later werd hij baljuw van Naarden en Gooiland en hoogbaljuw en dijkgraaf van Weesp, Weesperkarspel en Hoog-Bijlmer.
Vanaf 1775 was hij bewindhebber bij de West-Indische Compagnie, hij werd directeur van de Sociëteit van Suriname (1782). In oktober 1787 werd hij in de vroedschap benoemd.
Hij werd, net als zijn schoonzoon jhr. A.C.W. Munter, door het departement Zuiderzee afgevaardigd naar de Vergadering van Notabelen op 29 en 30 maart 1814. Hij werd lid van de raad van Amsterdam (1814-1815) en van de Provinciale Staten van Holland (1815). Op 21 september 1815 werd hij lid van de Eerste Kamer der Staten-Generaal, hij overleed echter binnen een maand.